# Pachyrhinadoretus rugipennis
Pachyrhinadoretus rugipennis är en skalbaggsart som beskrevs av Ohaus 1912. Pachyrhinadoretus rugipennis ingår i släktet Pachyrhinadoretus och familjen Rutelidae.

## Underarter
Arten delas in i följande underarter:
- P. r. monticola
- P. r. deccanus
- P. r. frontatus
- P. r. costatus